# Kostelec (Těrlicko)
Kostelec je základní sídelní jednotka obce Těrlicko v okrese Karviná. Leží na katastrálním území Horní Těrlicko, východně od vodní nádrže Těrlicko, jižně od Dolního Těrlicka a západně od Stanislavic.
Kostelec se s rozlohou 1,63 km² nachází v průměrné nadmořské výšce 350 metrů, stojí zde les Kostelec a protéká tudy říčka Bučina. Jižně vede silnice I. třídy č. 11, prochází prochází tudy modře značená turistická trasa od přehrady do Stanislavic a cyklotrasa č. 6100 z Koňákova k přehradě.
V roce 1991 zde žilo 108 lidí, o deset let později 134.

## Pamětihodnosti
- Larischův letohrádek (čp. 142) leží jižně od Kostelce u silnice I/11. Nechal jej postavit hrabě Larisch v letech 1801–1804, budova představuje ukázku empírové venkovské architektury. Jednoposchoďová válcovitá stavba tvoří jádro, na které navazují dvě křídla o jednom pokoj, vzadu se pak nachází schodiště do věže, kde bydlel zahradník, jenž opečovával velký ovocný sad. Ten byl v roce 1847 ohrazen zdí z lomeného kamene, kterou nechal hrabě Larisch postavit, aby dal lidem práci a oni si během hladomoru mohli vydělat nějaké peníze. Proto se jí říkalo hladová zeď. Původně dosahovala výšky dvou metrů, avšak chátrala a dochovalo se z ní pouze několik metrů. Objekt je v soukromém vlastnictví a není přístupný veřejnosti.[5]
- Na hřbitově, který stojí u silnice I/11, se nachází hřbitovní brána, na jejichž sloupcích stojí sochy apoštolů sv. Matěje a sv. Pavla. Obě byly prohlášen kulturními památkami. Pískovcové metrové sochy pochází z 2. poloviny 19. století.[6] Uvnitř hřbitova se tyčí kostel svatého Vavřince.
- Z kostela svatého Vavřince pochází takzvaná Madona z Těrlicka. Při restaurování obrazu byla objevena pozdně gotická desková malba z doby kolem roku 1500, jejíž autor pochází pravděpodobně z okruhu vratislavského umělce Jakoba Beinharta. Během restaurace nakonec vznikla dvě díla: dozdně gotická desková malba a kopie votivního obrazu v podobě z 19. století, na niž jsou umístěny originální aplikace. Tato druhá verze byla umístěna zpět v kostele svatého Vavřince.[7]